# UN-Klimakonferenz in Scharm asch-Schaich 2022
Die UN-Klimakonferenz in Scharm asch-Schaich 2022, kurz COP 27 (englisch United Nations Framework Convention on Climate Change, 27th Conference of the Parties, „Vertragsstaatenkonferenz“), war die 27. UN-Klimakonferenz.
Die ursprünglich als UN-Klimakonferenz 2021 geplante Tagung wurde aufgrund der weltweiten COVID-19-Pandemie auf den 6. bis 18. November 2022 vertagt und fand im ägyptischen Scharm asch-Schaich statt; im Januar 2022 ist Ägyptens Außenminister Samih Schukri zum Vorsitzenden ernannt worden.

## Vorfeld und Vorbereitung
Die Konferenz wurde offiziell nicht nur von Ägypten, sondern allen afrikanischen Staaten ausgerichtet. Die Vorkonferenz PRECOP27 fand daher vom 3. bis 5. Oktober des Jahres in Kinshasa statt, der Hauptstadt der Demokratischen Republik Kongo.
Zum 30. Jahrestag der im Juni 1992 auf der Konferenz der Vereinten Nationen über Umwelt und Entwicklung in Rio de Janeiro („Erdgipfel“) verabschiedeten Klimarahmenkonvention der Vereinten Nationen (UNFCCC) äußerte UNFCCC-Exekutivsekretärin Patricia Espinosa Cantellano unter anderem, dass „alle führenden Politiker, alle Sektoren und alle Menschen jetzt harte Entscheidungen treffen“, dass die Anstrengungen zur Erreichung des 1,5-Grad-Ziels mehr als verdoppelt werden müssten.
Vom 6. bis 16. Juni des Jahres fand in Bonn als 56th session of the subsidiary bodies („56. Sitzung der untergeordneten Gremien“, SB 56) die Bonn Climate Change Conference statt. Es folgte der 13. Petersberger Klimadialog vom 17. bis 19. Juli.
Planung und Durchführung der Konferenz in Ägypten, obgleich offiziell in den Händen eines Komitees unter Leitung von Regierungschef Mostafa Madbouly, zog der Geheimdienst General Intelligence Service (Muchabarat) an sich. Beim Austragungsort handelte es sich um eine Liegenschaft des Dienstes.

## Teilnahme

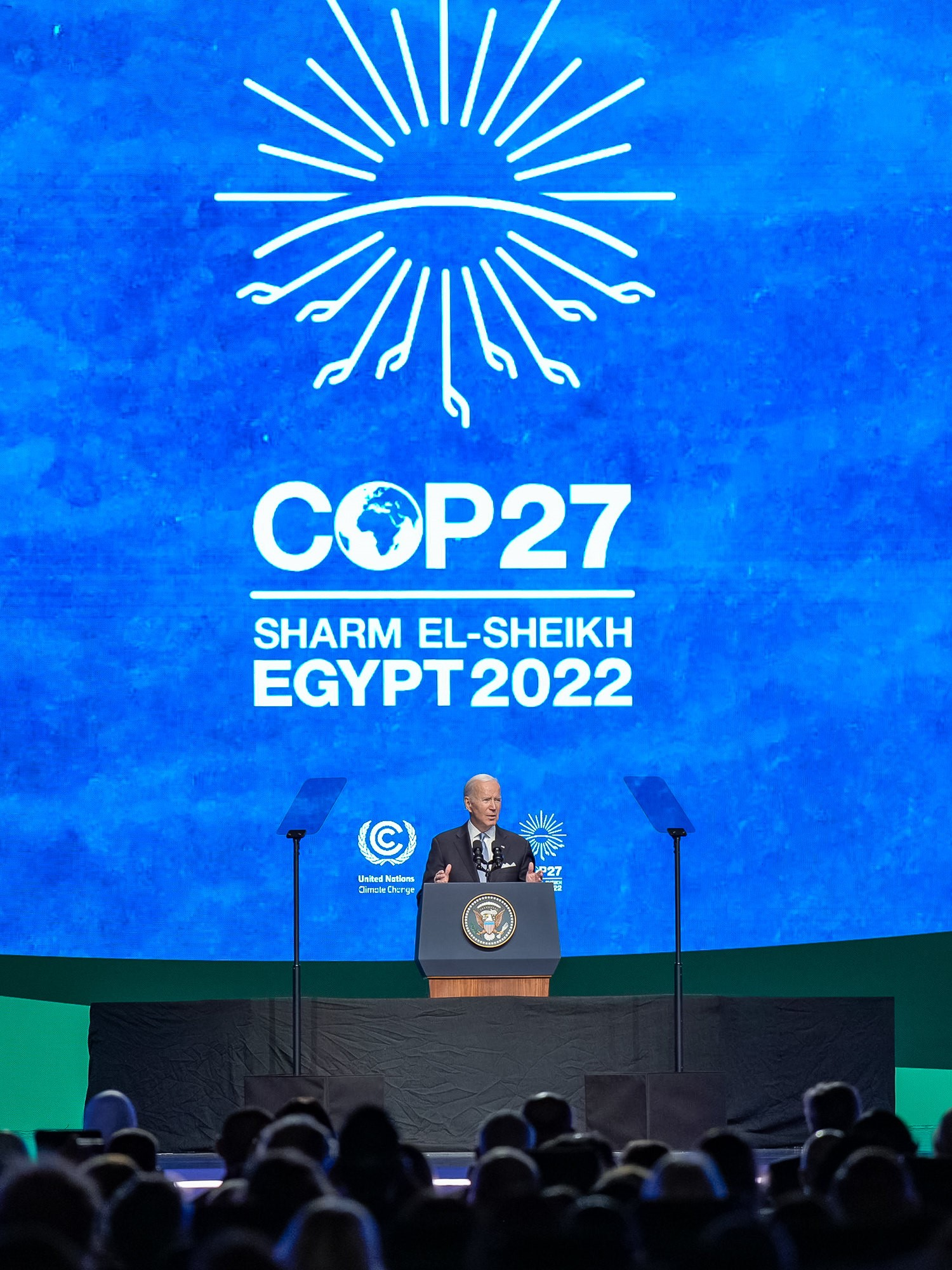
US-Präsident Biden bei seiner Ansprache an das Plenum der COP 27 am 11. November 2022

Es wurden mehr als 20.000 Teilnehmer aus über 190 Staaten weltweit gezählt. Es werden 90 Staatsoberhäupter und Regierungschefs erwartet, darunter US-Präsident Joe Biden, EU-Kommissionspräsidentin Ursula von der Leyen, der indische Premierminister Narendra Modi, der designierte brasilianische Präsident Luiz Inácio Lula da Silva, der französische Präsident Emmanuel Macron und die italienische Premierministerin Giorgia Meloni.
Aus Deutschland reiste Bundeskanzler Olaf Scholz an, aus Österreich Bundespräsident Alexander Van der Bellen und aus der Schweiz Bundespräsident Ignazio Cassis.
Die Staats- bzw. Regierungschefs von China (Xi Jinping / Li Keqiang) und Russland (Wladimir Putin / Michail Mischustin) sowie Japans Premierminister Fumio Kishida nehmen nicht teil. Auch der amtierende Premierminister des Vereinigten Königreichs Rishi Sunak hatte im Vorfeld angekündigt, dem Gipfel fernbleiben zu wollen: Staaten weltweit kritisierten diese Entscheidung scharf, woraufhin Sunak bekundete, doch teilzunehmen zu wollen.

## Themen und Ergebnisse
Die COP 27 steht unter dem Motto Together for just, ambitious implementation NOW („Gemeinsam für eine gerechte, ambitionierte Umsetzung JETZT“). Primäres Thema soll die Nachbesserung der weltweit vereinbarten Klimaziele sein: Bei der COP 26 in Glasgow hatten zwar einige Staaten höhere Ambitionen angekündigt, nach wie vor klaffe aber eine erhebliche Lücke zwischen Anspruch und Wirklichkeit.
Die Ziele wurden in vier Themenfeldern spezifiziert:
1. Mitigation: Senkung der Treibhausgasemissionen zur Verhinderung einer Klimaerwärmung von über 1,5 °C
2. Adaptation: Anpassungen zum Umgang mit den Folgen der globalen Erwärmung
3. Finance: Finanzierung von Klimaschutz und Ausgleichszahlungen für Klimafolgeschäden in Entwicklungsländern
4. Collaboration: Zusammenarbeit von Regierungen, NGOs, der Zivilgesellschaft und der Wirtschaft

Am Eröffnungstag beschloss das Konferenzplenum, Finanzhilfen für ärmere Staaten zur Bewältigung klimabedingter Schäden als eigenen Punkt auf die Verhandlungsagenda zu setzen – in den Vorjahren hatten die Industriestaaten das Thema ausgeklammert.
Ebenfalls am ersten Tag der COP 27 veröffentlichte die Weltorganisation für Meteorologie (WMO) eine vorläufige Fassung ihres jährlichen Klimazustandsberichts (WMO Provisional State of the Global Climate 2022 – die Endfassung soll im April 2023 erscheinen), wonach die acht Jahre bis dahin weltweit die heißesten Jahre überhaupt seit Beginn der Aufzeichnungen gewesen sein dürften; außerdem sei der weltweite Anstieg der Meeresspiegel zuletzt doppelt so stark gewesen wie zu Beginn der 1990er-Jahre. In der Arktis und in höheren nördlichen Breiten der Erde seien die Temperaturen besonders schnell gestiegen, in Europa in den vergangenen 30 Jahren durchschnittlich um 0,5 Grad Celsius pro Jahrzehnt (mehr als doppelt so schnell wie im globalen Durchschnitt). Die Konzentration der wichtigsten Treibhausgase – Kohlendioxid, Methan und Lachgas – habe 2021 einen neuen Höchststand erreicht, bei Methan sei die Zunahme sogar so groß wie nie gewesen. Zudem seien die Alpen-Gletscher so stark wie nie zuvor abgeschmolzen, von 1997 bis 2021 hätten sie rund 30 Meter ihrer Eisdicke verloren (siehe Gletscherschwund seit 1850): Das Ziel des Pariser Klimaabkommens, die menschengemachte globale Erwärmung auf maximal 1,5 Grad Celsius einzudämmen, sei kaum mehr einzuhalten.
António Guterres, Generalsekretär der Vereinten Nationen, warnte in seiner Rede die versammelten Staats- und Regierungschefs, dass die Menschheit ihr Überleben auf Spiel setze, wenn sie nicht mehr Klimaschutz betreibe. Die Menschheit befinde sich „auf dem Highway zur Klimahölle“, habe aber den „Fuß immer noch auf dem Gaspedal“. Nun stehe sie vor der Wahl, zu kooperieren oder umzukommen. Entweder gebe es einen „Klimasolidaritätspakt oder einen kollektiven Selbstmordpakt“. Die Menschheit führe den „Kampf unseres Lebens“ und sei gerade dabei, diesen zu verlieren. Viele Krisen, die die Menschheit derzeit erlebe, hingen mit „dem wachsenden Klimachaos“ zusammen, auch habe der Russische Überfall auf die Ukraine 2022 „die tief greifenden Risiken unserer Abhängigkeit von fossilen Energieträgern“ offengelegt und dürfe deswegen wie auch andere Krisen „keine Entschuldigung für ein Zurückfallen“ im Klimaschutz sein. Um die Klimakrise zu bekämpfen, forderte Guterres ein globales Abkommen zwischen Industriestaaten und ärmeren Staaten, das es sicherstelle, die globalen Treibhausgasemissionen so weit einzudämmen, dass das 1,5-Grad-Ziel erreicht werden könne. Dafür müssten u. a. alle Staaten der Erde Zugang zu erschwinglichen erneuerbaren Energien erhalten. Hierbei spiele vor allem China eine tragende Rolle, da der Staat der größte Treibhausgasverursacher weltweit ist – gleichzeitig aber UN-Terminologie zufolge nach wie vor zur Gruppe der Entwicklungsländer (G77) zählt. Gerade dieser Status ermögliche es, sich bezüglich verursachter Klimafolgeschäden entsprechend aus der Verantwortung zu ziehen. Dabei ist eine erfolgreiche Bekämpfung des immer schneller fortschreitenden Klimawandels nur möglich, wenn dauerhaft und zeitnah eine enorme Reduktion der Treibhausgasemissionen gewährleistet werden kann.

## Kritik

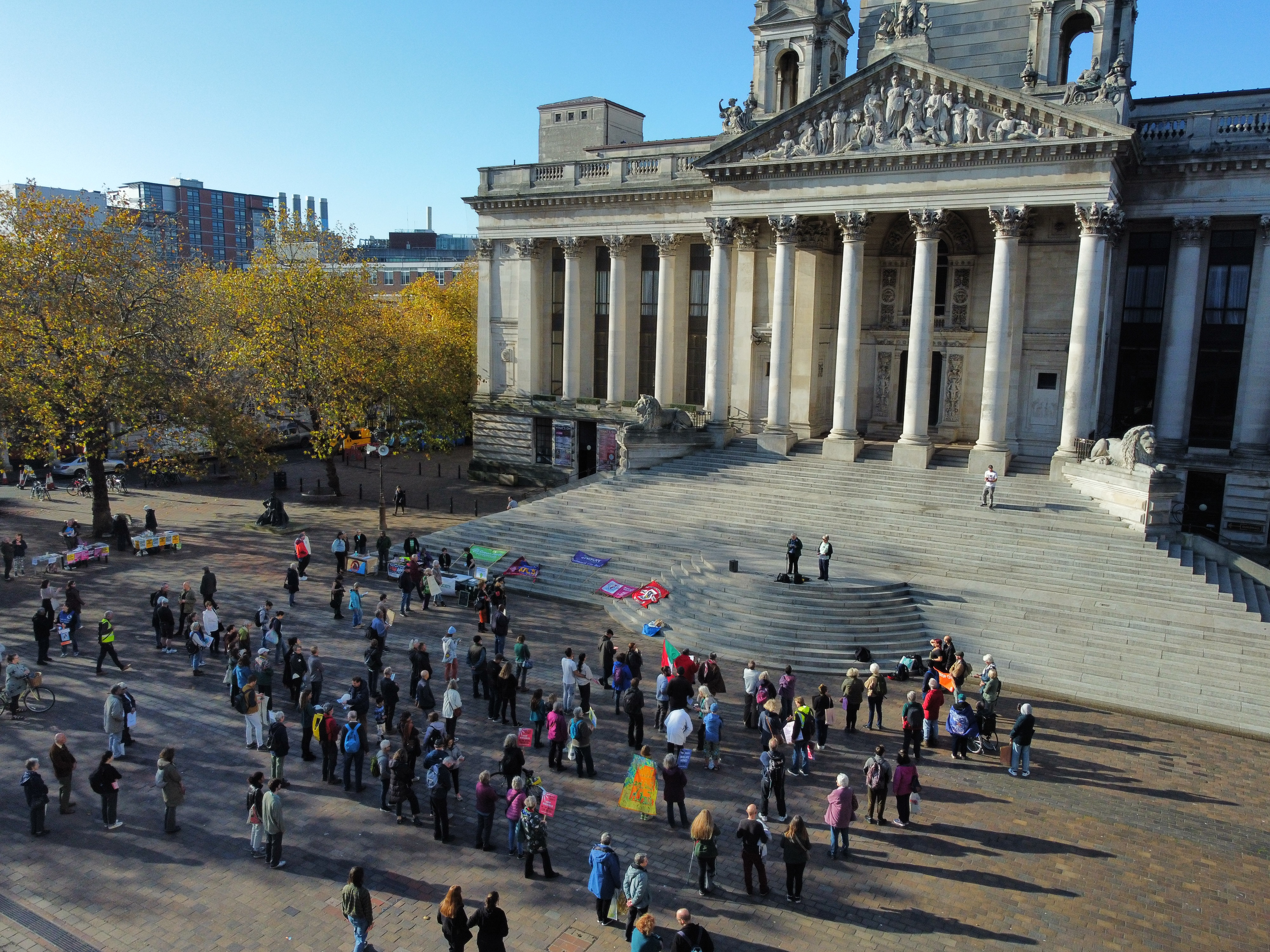
Klima-Aktivisten bei einem Protest zur COP 27 in Portsmouth (Großbritannien, 12. November 2022)

Schon vor der Konferenz äußerte die Aktivistin und Autorin Naomi Klein Kritik an der Abhaltung der Konferenz in einem Polizeistaat, in dem 1.000 Demonstranten ermordet wurden, Menschen gefoltert würden und es 60.000 politische Gefangene gibt.
Außerdem wurde bereits vor Konferenzbeginn Kritik an den hohen Preisen von Unterkünften vor Ort laut. Durch die relativ isolierte Lage Scharm asch-Schaichs ist eine Unterbringung von Teilnehmern außerhalb der Stadt kaum möglich. Die Unterkunftspreise sind auch deshalb so hoch, weil das ägyptische Tourismusministerium einen Mindestpreis vorgegeben hat, den Hotels in Scharm asch-Schaich verlangen sollen. Kritiker befürchteten, dass Vertreter ärmerer Staaten und kleinerer NGOs deshalb nicht zum Gipfel anreisen können.
Kritik gab es auch daran, dass ausgerechnet der US-amerikanische Konzern Coca-Cola als Hauptsponsor der Konferenz auftrat. Der Konzern sei als einer der größten Plastikproduzenten der Welt der „weltgrößte Umweltverschmutzer“. Umweltschutzorganisationen kritisierten, dass sehr viele Lobbyisten für fossile Energieträger an der Konferenz teilnähmen. Insgesamt seien über 630 Lobbyisten für Kohle, Erdöl und Erdgas bei der Klimakonferenz akkreditiert, womit u. a. mehr Lobbyisten für fossile Energien als Vertreter der zehn am stärksten vom Klimawandel betroffenen Länder zusammen vor Ort seien. Zahlreiche afrikanische Aktivisten berichteten im Vorfeld zudem von Problemen bei der Akkreditierung. Aus manchen afrikanischen Staaten sei kein einziger Aktivist zugelassen worden. Das stelle in Frage, ob die COP27 ihren Titel als die „afrikanische COP“ wirklich verdient habe.
Auch die schwedische Klimaaktivistin und Gründerin von Fridays for Future Greta Thunberg kündigte an, sie werde nicht an der COP27 teilnehmen. Als Grund nannte sie unter anderem die Verhaftung von Aktivisten in Ägypten. Außerdem seien diese Konferenzen lediglich eine Gelegenheit für Führungskräfte, Aufmerksamkeit durch Greenwashing zu erlangen, kritisierte Thunberg. Die Schweizer Klimawissenschaftlerin Sonia Seneviratne – welche an mehreren Berichten des Weltklimarates mitgewirkt hat – wird ebenfalls nicht vor Ort sein. Sie fordert z. B. eine Staaten-Allianz der Willigen, welche wirklich ernsthaften Klimaschutz betreiben wollen.